# Фестиваль Тінгіан
Фестиваль Тінгіан (listenⓘ монська သၚ်္ကြန်сан̇кран або listenⓘ သဘင်အတးသၚ်္ကြန် сабхан̇ атах̣ сан̇кран) – традиційний новорічний фестиваль води у М’янмі, відзначається в середині квітня. Зазвичай триває три-чотири дні, у високосний рік – п’ять. Дата визначається астрологічним прогнозом.

## Історія
Тінгіан походить від буддійського міфу, в якому між божествами Брахмою і Таг’яміном виникла суперечка щодо математичних розрахунків. Таг’ямінові обрахунки виявилися правильними, і він відтяв голову суперника. Брахма був настільки сильним, що якщо кинути його голову на землю – випалиш сушу, викинути в море – воно висохне, підкинути її в повітря - небо спалахне полум’ям. Тому Таг’ямін наказав, щоб голову Брахми несла одна принцеса деві за іншою, по черзі протягом року. Раз на рік Таг'ямін спускається на землю під час Тінгіана щоб передати голову, з собою має дві книги: в золотій обкладинці, куди записує доброчинців, і в обкладинці з собачої шкіри, куди записує грішників.

## Обряди
Протягом святкування люди обливають один одного водою. Бірманці вірять, що вода змиває старі гріхи та нещастя. Також у цей день жителі М’янми роблять добрі справи: роздають їжу, дають милостиню, посвячуються у ченці, послушники.